# Ред-Рок (округ Пінал, Аризона)
Ред-Рок (англ. Red Rock) — переписна місцевість (CDP) в США, в окрузі Пінал штату Аризона. Населення — 2625 осіб (2020).

## Географія
Ред-Рок розташований за координатами 36°36′1″ пн. ш. 109°3′52″ зх. д. / 36.60028° пн. ш. 109.06444° зх. д. (36.600180, -109.064376).  За даними Бюро перепису населення США в 2010 році переписна місцевість мала площу 3,02 км², з яких 3,02 км² — суходіл та 0,00 км² — водойми. В 2017 році площа становила 122,53 км², з яких 122,52 км² — суходіл та 0,01 км² — водойми.

## Демографія
Згідно з переписом 2010 року, у селищі мешкало 169 осіб у 51 домогосподарстві у складі 36 родин. Густота населення становила 56 осіб/км².  Було 64 помешкання (21/км²).
Расовий склад населення:
| - 96,4 % — корінних американців - 1,2 % — білих |

До двох чи більше рас належало 2,4 %. Частка іспаномовних становила 0,6 % від усіх жителів.
За віковим діапазоном населення розподілялося таким чином: 37,9 % — особи молодші 18 років, 50,3 % — особи у віці 18—64 років, 11,8 % — особи у віці 65 років та старші. Медіана віку мешканця становила 31,8 року. На 100 осіб жіночої статі у селищі припадало 79,8 чоловіків;  на 100 жінок у віці від 18 років та старших — 72,1 чоловіків також старших 18 років.
Середній дохід на одне домашнє господарство  становив 61 652 долари США (медіана — 57 917), а середній дохід на одну сім'ю — 67 143 долари (медіана — 62 500). Медіана доходів становила 46 204 долари для чоловіків та 36 250 доларів для жінок. За межею бідності перебувало 11,0 % осіб, у тому числі 14,6 % дітей у віці до 18 років та 5,9 % осіб у віці 65 років та старших.
Цивільне працевлаштоване населення становило 980 осіб. Основні галузі зайнятості: освіта, охорона здоров'я та соціальна допомога — 28,5 %, публічна адміністрація — 19,1 %, будівництво — 10,3 %, роздрібна торгівля — 7,8 %.